# (2787) Товарищ
(2787) Товарищ (лат. Tovarishch) — типичный астероид главного пояса, открыт 13 сентября 1978 года советским астрономом Николаем Черных в Крымской астрофизической обсерватории и 15 мая 1984 года назван в честь барка «Товарищ».

## Обнаружение и именование
(2787) Товарищ
Открыт 13 сентября 1978 года в Научном Н. С. Черных.
Назван в честь советского учебного судна, которое участвовало во многих международных парусных регатах и дважды было удостоено первого приза.
Оригинальный текст (англ.)2787 Tovarishch
Discovered 1978-09-13 by Chernykh, N. at Nauchnyj.
Named for the Soviet training ship that has participated in many international sailing regattas and has twice been awarded first prize.
Источники: DISCOVERY.DB; M.P.C. 8800.

## Орбита

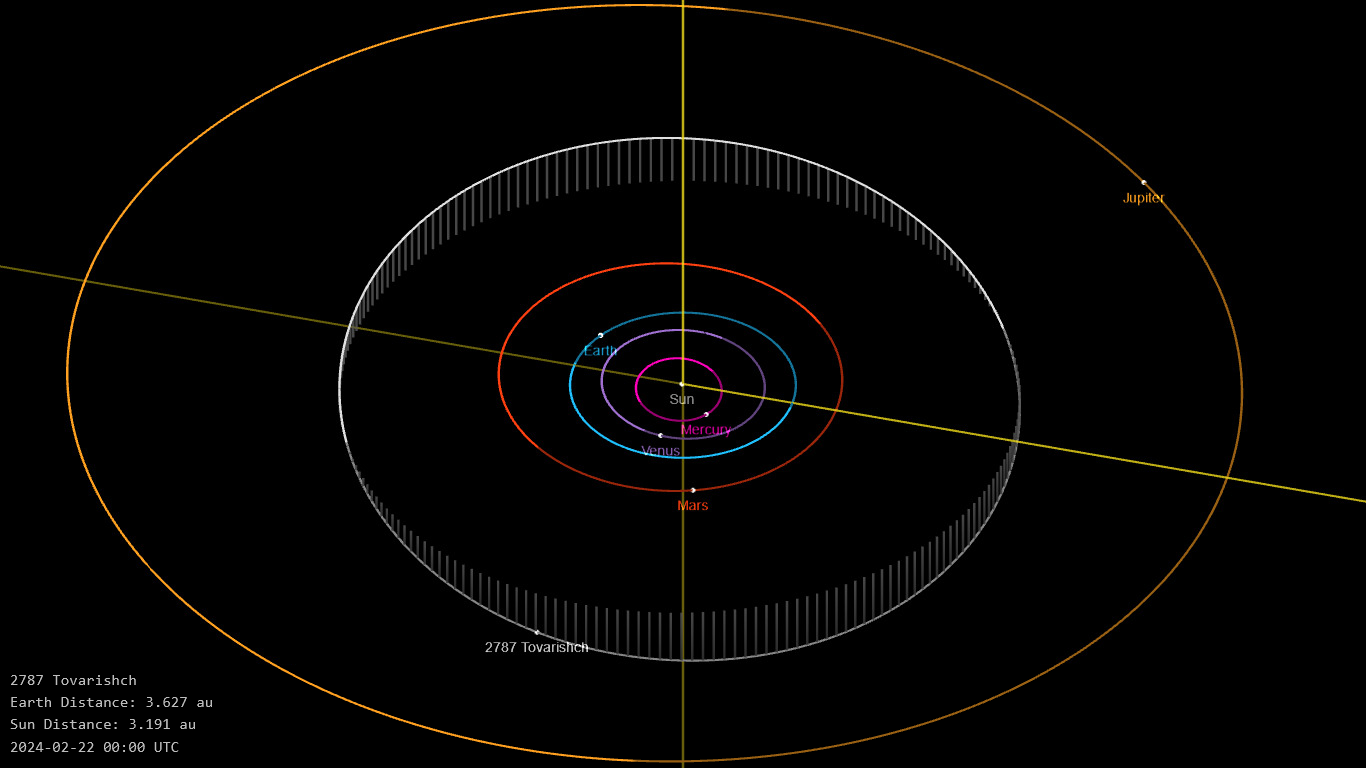
Орбита астероида Товарищ и его положение в Солнечной системе

## Физические характеристики
Из наблюдений телескопа VISTA следует, что астероид относится к таксономическому классу Xt.
По результатам наблюдений в видимом и ближнем инфракрасном диапазоне космического телескопа NEOWISE диаметр астероида оценивался равным 19,707±0,362 км. Согласно тому же источнику альбедо оценивается как 0,125±0,023.